# Amaury Delerue
Pour les articles homonymes, voir Delerue (homonymie).
Amaury Delerue, né le 6 juin 1977 à Luzy en France, est un arbitre international de football français.
Il est toujours licencié au SASS football, club de Saint-Sever.

## Biographie
Amaury Delerue accède à la Ligue 1 en 2012, à l'âge de 35 ans. Il est professeur agrégé d'éducation physique et sportive et enseigne actuellement à l'UFR Staps de l'université de Bordeaux.
En janvier 2015, Amaury Delerue devient arbitre international à la suite de la retraite internationale de Stéphane Lannoy, atteint par la limite d'âge.
En janvier 2021, il n'est plus arbitre international, remplacé par le jeune arbitre Jérémie Pignard. 
En retraite de l'arbitrage, il devient coach et monte son entreprise "optimum performance" tout en restant professeur à la fac de bordeaux. 
Le 3 juillet 2024, il est désigné manager-instructeur des arbitres officiels Français. 

## Statistiques
| Saison    | Compétitions      | Nbre de matchs | Cartons jaunes | Cartons rouges |
| --------- | ----------------- | -------------- | -------------- | -------------- |
| 2005-2006 | Coupe de France   | 1              | 2              | 0              |
| 2006-2007 | Coupe de France   | 1              | 7              | 1              |
| 2007-2008 | Coupe de France   | 1              | 0              | 0              |
| 2008-2009 | Coupe de France   | 1              | 0              | 0              |
| 2009-2010 | Coupe de la Ligue | 1              | 2              | 0              |
| 2009-2010 | Coupe de France   | 1              | 1              | 0              |
| 2009-2010 | Ligue 2           | 17             | 66             | 2              |
| 2010-2011 | Coupe de la Ligue | 1              | 5              | 0              |
| 2010-2011 | Coupe de France   | 3              | 10             | 0              |
| 2010-2011 | Ligue 2           | 16             | 72             | 4              |
| 2011-2012 | Coupe de la Ligue | 2              | 4              | 0              |
| 2011-2012 | Coupe de France   | 2              | 11             | 1              |
| 2011-2012 | Ligue 2           | 20             | 67             | 6              |
| 2012-2013 | Coupe de la Ligue | 1              | 7              | 0              |
| 2012-2013 | Coupe de France   | 2              | 9              | 1              |
| 2012-2013 | Ligue 1           | 16             | 47             | 3              |
| 2012-2013 | Ligue 2           | 7              | 18             | 0              |
| 2013-2014 | Coupe de la Ligue | 2              | 2              | 0              |
| 2013-2014 | Coupe de France   | 3              | 10             | 0              |
| 2013-2014 | Ligue 1           | 19             | 55             | 1              |
| 2013-2014 | Ligue 2           | 5              | 14             | 2              |
| 2014-2015 | Coupe de la Ligue | 3              | 11             | 1              |
| 2014-2015 | Coupe de France   | 2              | 7              | 1              |
| 2014-2015 | Ligue 1           | 15             | 50             | 4              |
| 2014-2015 | Ligue 2           | 1              | 4              | 0              |

Dernière modification le 9 avril 2015.